# Bank of Baku
Bank of Baku — азербайджанский коммерческий банк.

## История
Основан 14 февраля 1994 года под названием «Тугай», как один из самых первых коммерческих банков в Азербайджане. Спустя 3 года несколько физических лиц, действующих в качестве учредителей банка, а также турецкая компания «Nab Dıs Ticaret» приняли решение о переименовании банка в Совместный Акционерно-Коммерческий Банк «Bank of Baku».
В 2004 году произошло слияние «Bank of Baku» с другим коммерческим банком «IlkBank».

## Деятельность
Банк является многопрофильным финансовым институтом, оказывает весь перечень банковских услуг как физическим, так и юридическим лицам. Банк имеет генеральную лицензию на осуществление банковских операций, лицензии профессионального участника рынка ценных бумаг, лицензии на осуществление операций с драгоценными металлами и др.
По состоянию на июнь 2013 года, в стране функционирует 21 филиал банка. Клиентами банка являются более 600 тыс. человек. В настоящее время[когда?] «Bank of Baku» удерживает лидерские позиции[какие?] на рынке потребительских кредитов и кредитных карт. В 2013 году банком выдан миллионный кредит. «Bank of Baku» осуществляет выпуск собственной кредитной карты Bolkart, а также выпуск и обслуживание карт Visa и MasterCard.
«Bank of Baku» предоставляет услугу денежных переводов «Caspian Money Transfer», «Privat Money», «Western Union», «Contact», «Xpress Money», «Coinstar», «Быстрая почта» и «Caspian Money Transfer».